# Orosz méh
Az orosz méh a házi méh orosz tájfajtája. Kelet-Oroszország tengermelléki határterületére mintegy száz évvel ezelőtt krajnai méheket telepítettek, amelyek elkeveredtek a helyi házi méhekkel. Mivel ezen a területen a keleti mézelő méh is honos, ezek a méhek valamelyest megtanulták kezelni az ázsiai méhatkát. Ezt a vonalat 1997-ben kezdte el vizsgálni az Amerikai Egyesült Államokban, az USDA's Honeybee Breeding, Genetics & Physiology Laboratory Louisianában, Baton Rouge-ban. A már meglevő krajnai és olasz fajták feljavítására keresztezéssel is kísérleteztek. 

## Tulajdonságai
A kísérleti eredmények szerint az orosz méh ellenálló a különféle atkákkal szemben; lehet, hogy az ázsiai méhatkákat megtámadja és lerágja magáról. Mind a tiszta vonalú, mind a hibrid családokban hanyatlott az atkák száma. Az ellenálló-képességet a higiénikus viselkedéssel magyarázzák. A kísérletek szerint légcsőatkával szemben is ellenálló.
- Nozémával szemben is ellenállóbb
- Agresszív a kis kaptárbogár lárváival szemben. Ellenben a kifejlett bogárral nem bír.
- Változatos színű
- Szelíd
- Szapora
- Rablóhajlama alacsony
- Csak akkor fiasít, ha van elég táplálék
- Jól épít
- Jól telel
- Szaporodási időn kívül is épít anyabölcsőket, de a dolgozók többnyire lerombolják a fölös bölcsőket az anya kikelése előtt
- A hibridek ellenálló-képessége minden nemzedékkel tovább csökken, ha nem kereszteződnek vissza orosz méhekkel
- Szaga erősen különbözik az olasz méhétől, ezért hosszabb szoktatási periódusra van szükség
- Az anyát nehéz megtalálni: színe hasonló lányaiéhoz, szárnya is hosszú
- Az anya mozgékony, hajlamos telepetézni a kaptárt
- Rajzóhajlama erősebb, mint az olaszé vagy a krajnaié

## Fordítás
- Ez a szócikk részben vagy egészben  a   Russian honey bee című angol Wikipédia-szócikk fordításán alapul.  Az eredeti cikk szerkesztőit annak laptörténete sorolja fel. Ez a jelzés csupán a megfogalmazás eredetét és a szerzői jogokat jelzi, nem szolgál a cikkben szereplő információk forrásmegjelöléseként.

## Külső link
- https://web.archive.org/web/20150817010521/http://www.szon.hu/valakit-nem-zavar-ha-egy-rakas-meh-utazik-az-autoban/2848514